# Luis de la Fuente
Luis de la Fuente Castillo (sinh ngày 21 tháng 6 năm 1961) là một huấn luyện viên bóng đá và cựu cầu thủ bóng đá chuyên nghiệp người Tây Ban Nha từng thi đấu ở vị trí hậu vệ trái. Ông hiện đang là huấn luyện viên trưởng của đội tuyển bóng đá quốc gia Tây Ban Nha.
De la Fuente đã tích lũy tổng cộng 254 trận đấu và sáu bàn thắng tại La Liga trong 13 mùa giải với Athletic Bilbao và Sevilla, giành được hai danh hiệu vô địch giải đấu với Athletic Bilbao, bao gồm cú đúp giải vô địch quốc gia và Copa del Rey năm 1984.
De la Fuente bắt đầu làm việc tại các đội trẻ Tây Ban Nha vào năm 2013. Dưới nhiệm kỳ cầm quân của ông tại các đội trẻ Tây Ban Nha, đội U-19 đã giành chức vô địch Giải vô địch U-19 châu Âu năm 2015 và đội U-21 giành chiến thắng Giải vô địch U-21 châu Âu năm 2019. Ông đã giúp đội tuyển Olympic giành huy chương bạc tại Thế vận hội Mùa hè 2020 và tiếp quản đội tuyển quốc gia vào năm 2022. Ông đã cùng đội tuyển quốc gia Tây Ban Nha giành chức vô địch UEFA Nations League 2023 và UEFA Euro 2024.

## Sự nghiệp huấn luyện viên

### Các đội trẻ Tây Ban Nha
Vào ngày 8 tháng 6 năm 2021, de la Fuente và đội của ông được triệu tập để thay thế toàn bộ đội hình đội tuyển quốc gia Tây Ban Nha trong một trận giao hữu trước thềm UEFA Euro 2020 với Litva sau khi đội hình đội tuyển quốc gia chính thức vào thời điểm đó phải cách ly vì Sergio Busquets có kết quả xét nghiệm dương tính với COVID-19. Họ thắng 4–0 ở Leganés.
De la Fuente cũng phụ trách đội tuyển Olympic Tây Ban Nha tại Thế vận hội Mùa hè 2020 ở Tokyo. Đội của ông giành huy chương bạc sau khi nhận thất bại 2–1 trước Brasil trong trận chung kết.

### Đội tuyển quốc gia Tây Ban Nha
Vào ngày 8 tháng 12 năm 2022, de la Fuente được bổ nhiệm làm huấn luyện viên trưởng của đội tuyển quốc gia Tây Ban Nha sau khi Luis Enrique bị sa thải sau thất bại trên chấm phạt đền ở vòng 16 đội FIFA World Cup 2022 trước Maroc. Ông chính thức được giới thiệu bốn ngày sau đó và ký hợp đồng có thời hạn đến UEFA Euro 2024 với tùy chọn gia hạn.
De la Fuente đã giành chiến thắng trận đấu ra mắt với tư cách là tân huấn luyện viên trưởng đội tuyển quốc gia trên sân nhà trước Na Uy với tỷ số 3–0 ở vòng loại UEFA Euro 2024 vào ngày 25 tháng 3 năm 2023 với một cú đúp của cầu thủ ra mắt 32 tuổi Joselu. Ông đã dẫn dắt Tây Ban Nha giành chức vô địch UEFA Nations League 2022–23 lần đầu tiên sau khi đánh bại Croatia 5–4 trên chấm phạt đền sau trận hòa 0–0 ở Rotterdam.
Tây Ban Nha kết thúc vòng bảng UEFA Euro 2024 ở vị trí đầu tiên toàn thắng, ghi 5 bàn và không để thủng lưới. Họ tiếp tục đánh bại Gruzia, Đức và Pháp trong vòng đấu loại trực tiếp để lọt vào chung kết một kỳ UEFA Euro kể từ giải đấu năm 2012. Dưới sự cầm quyền của de la Fuente, Tây Ban Nha giành chức vô địch ở Berlin sau khi đánh bại Anh với tỷ số chung cuộc 2–1 trong trận chung kết. Bên cạnh đó, Tây Ban Nha cũng đã lập kỷ lục khi đã giành chức vô địch với bảy trận thắng và tỷ lệ 100% toàn thắng trong toàn bộ giải đấu.

## Phong cách huấn luyện
Do có kinh nghiệm huấn luyện các đội trẻ, de la Fuente thích làm việc với những cầu thủ trẻ mà ông quen thuộc và không phải là những người đòi hỏi quá nhiều, chẳng hạn như Mikel Merino và Mikel Oyarzabal. Họ đã giành chức vô địch giải U-21 châu Âu trong nhiệm kỳ cầm quân của ông và sau đó đại diện cho đội tuyển quốc gia dưới thời cầm quyền của ông. Ông giải thích triết lý huấn luyện của mình bằng cách tuyên bố rằng: "Tôi xuất thân từ một nền tảng cơ sở. Chúng tôi cam kết với những người mà chúng tôi tin tưởng trong hệ thống trẻ, không phải qua một tư thế, mà là một niềm tin".
Tây Ban Nha thường chiếm ưu thế về kiểm soát bóng dưới thời de la Fuente và đồng thời bắt đầu sử dụng một trung phong truyền thống hơn và thực hiện nhiều quả tạt vào vòng cấm hơn.

## Thống kê sự nghiệp huấn luyện
Tính đến 14 tháng 7 năm 2024
| Đội              | Từ                  | Đến                  | Thống kê | Thống kê | Thống kê | Thống kê | Thống kê | Thống kê | Thống kê | Thống kê | Nguồn  |
| Đội              | Từ                  | Đến                  | Trận     | T        | H        | B        | BT       | BB       | HSBT     | % thắng  | Nguồn  |
| ---------------- | ------------------- | -------------------- | -------- | -------- | -------- | -------- | -------- | -------- | -------- | -------- | ------ |
| Portugalete      | 1 tháng 7 năm 1997  | 30 tháng 6 năm 2000  | 122      | 69       | 34       | 19       | 231      | 104      | +127     | 056,56   |        |
| Aurrerá          | 1 tháng 7 năm 2000  | 14 tháng 3 năm 2001  | 32       | 11       | 13       | 8        | 29       | 25       | +4       | 034,38   |        |
| Bilbao Athletic  | 8 tháng 7 năm 2006  | 28 tháng 5 năm 2007  | 38       | 11       | 12       | 15       | 39       | 49       | −10      | 028,95   |        |
| Bilbao Athletic  | 8 tháng 7 năm 2009  | 7 tháng 7 năm 2011   | 76       | 21       | 29       | 26       | 64       | 79       | −15      | 027,63   |        |
| Alavés           | 13 tháng 7 năm 2011 | 17 tháng 10 năm 2011 | 11       | 4        | 4        | 3        | 15       | 13       | +2       | 036,36   |        |
| U-19 Tây Ban Nha | 5 tháng 5 năm 2013  | 24 tháng 7 năm 2018  | 46       | 31       | 6        | 9        | 90       | 37       | +53      | 067,39   | [ 15 ] |
| U-21 Tây Ban Nha | 24 tháng 7 năm 2018 | 8 tháng 12 năm 2022  | 42       | 34       | 4        | 4        | 113      | 24       | +89      | 080,95   | [ 16 ] |
| U-23 Tây Ban Nha | 1 tháng 6 năm 2021  | 7 tháng 8 năm 2021   | 7        | 3        | 3        | 1        | 10       | 6        | +4       | 042,86   | [ 17 ] |
| Tây Ban Nha      | 8 tháng 12 năm 2022 | nay                  | 21       | 17       | 2        | 2        | 55       | 15       | +40      | 080,95   | [ 18 ] |
| Tổng cộng        | Tổng cộng           | Tổng cộng            | 395      | 201      | 107      | 87       | 646      | 352      | +294     | 050,89   | —      |

## Danh hiệu

### Cầu thủ
Athletic Bilbao
- La Liga: 1982–83, 1983–84
- Copa del Rey: 1983–84
- Supercopa de España: 1984 (tự động được thưởng sau khi giành được cú đúp)

### Huấn luyện viên
U-19 Tây Ban Nha
- Giải vô địch bóng đá U-19 châu Âu: 2015

U-21 Tây Ban Nha
- Giải vô địch bóng đá U-21 châu Âu: 2019

U-23 Tây Ban Nha
- Huy chương bạc Thế vận hội Mùa hè: 2020[5]

Tây Ban Nha
- UEFA European Championship: 2024[11]
- UEFA Nations League: 2022–23[10]